# Bart Koubaa
Bart Koubaa, schrijversnaam van Bart Van den Bossche (Eeklo, 28 februari 1968), is een Vlaams schrijver, dichter en zanger.
Bart van den Bossche studeerde film en fotografie en later Arabisch in Gent. Hij werd bekend als zanger en tekstschrijver van de Eeklose rockgroep Ze Noiz (1984-1993), die in 1988 Humo's Rock Rally won. Datzelfde jaar verscheen onder zijn eigen naam de dichtbundel In de wolken staat Icarus.
Van den Bossche stelde zijn pseudoniem samen door de familienaam van zijn vrouw aan te nemen. Hij debuteerde als romanschrijver onder deze naam in 2000 met Vuur. Dit boek kreeg de Debuutprijs van 2001. Tijdens de Literaire Lente van 2002 deelde Vlaams Minister van Cultuur Bert Anciaux er 20.000 exemplaren van uit aan treinreizigers. In de periode 2012-2015 was hij redactielid van het literair tijdschrift De Revisor. Inmiddels is hij zanger van de band Buckey Down.